# Glendo
Glendo ist eine Stadt im Platte County, im östlichen Wyoming in den Vereinigten Staaten. Die Stadt liegt in etwa 1440 Meter Höhe am hier zum Glendo Reservoir aufgestauten North Platte River.

## Demographie
Das U.S. Census Bureau hat bei der Volkszählung 2020 eine Einwohnerzahl von 237 ermittelt.

## Verkehr
Glendo liegt an der Interstate 25 zwischen Douglas und Wheatland. Durch die Stadt verläuft die Eisenbahnstrecke der Union Pacific Railroad auf der seit den 1950er Jahren nur noch Güter, vor allem Kohle, transportiert werden. Glendo hatte einen Haltepunkt an dieser Bahnstrecke. Nördlich der Stadt befindet sich der Thomas Memorial Airport, ein lokaler Flugplatz.

## Sehenswürdigkeiten
Nahe der Stadt befindet sich der Glendo Dam und das Glendo Reservoir, das vom Glendo State Park umgeben ist. Hier befinden sich einige Zeltplätze und das Reservoir bietet die Möglichkeit zum Wassersport.
Der Weg nach Westen führte die Siedler, die auf dem Oregon-, California- und Mormon Trail unterwegs waren, südlich an Glendo vorbei.
Von Glendo führt eine Straße in den nahe gelegenen Medicine Bow National Forest und in die Region um den Laramie Peak.

## Trivia
Am 27. Mai 1935 stürzte eine Boeing Model 200 nahe der Stadt ab. Bei dem Post- und Frachtflugzeug handelte es sich um ein Flugzeug, das insgesamt nur zweimal gebaut wurde.